# District d'Uzès
Le district d'Uzès est une ancienne division territoriale française du département du Gard de 1790 à 1795.
Il était composé des cantons de Uzès, Blauzac, Cavillargues, Connaux, Lussan, Montaren, Navacelle, Remoulins, Saint-Chaptes, Saint-Geniès-de-Malgoirès, Saint Maurice et Saint Quentin.
Le président du directoire du district est Charles-François de Trinquelague.